# ریو رنچو (نیومکزیکو)
ریو رنچو (به انگلیسی: Rio Rancho) شهری در ایالت نیومکزیکو کشور ایالات متحده آمریکا است که جمعیت آن در سرشماری سال ۲۰۱۰ میلادی، ۸۷٬۵۲۱ نفر بوده‌است.